# Chawki Bentayeb
Ahmed Chawki Bentayeb (en arabe : أحمد شوقي بن طيب), né le 1er mai 1962 à Aïn Beïda à l'époque en Algérie française et aujourd'hui en Algérie, est un footballeur international algérien, qui évoluait au poste de milieu de terrain et d'attaquant.

## Biographie

### Carrière en sélection
Chawki Bentayeb reçoit cinq sélections en équipe d'Algérie entre 1985 et 1988, inscrivant un but.
Il participe avec l'équipe d'Algérie à la Coupe d'Afrique des nations 1988 organisée au Maroc. L'Algérie se classe troisième de cette compétition.

## Palmarès
USM Aïn Béïda
- Championnat d'Algérie :
  - Meilleur buteur : 1988-89 (19 buts).